# دوري كرة السلة التشيكي للسيدات
دوري كرة السلة التشيكي للسيدات بطولة كرة السلة النسائية بين فرق نساء التشيك. وقد أجري السحب الأول في عام 1993، والذي أصبح فيه بطل الدوري فريق براغ "USK". 
معظم الألقاب ال 14 في حساب فريق من برنو «سياك فريسكو»

## التاريخ
انضم دوري كرة السلة التشيكي للسيدات إلى الدوري الأوروبي نسائي في عام 2010. وكان هناك 40 فريق نخبة في الدوري الأوروبي واللتي كانت تتنافس على بطولة الدوري الأوروبي. ويرتبط هذا الدوري الأوروبي مباشرة مع الاتحاد الدولي لكرة السلة (FIBA)، التي تضم 51 فرق أوروبية. وكان عدد اللاعبات التشيكيات في دوري كرة السلة 488 لاعبة  يلعبون في 12 فريق في دوري كرة السلة لسيدات التشيك.